# Ridin'
Ridin' är den andra singeln från rapparen Chamillionaires album The Sound of Revenge.  Den släpptes 26 mars 2006 och blev artistens genombrott med en förstaplacering på Billboard Hot 100. Den vann också en Grammy i kategorin Best Rap Performance by a Duo or Group. Låten gästas av rapparen Krayzie Bone och producerades av Play-n-Skillz.
En remix med Akon, med titeln "Ridin' Overseas", gavs ut på albumet Mixtape Messiah 2. "Weird Al" Yankovic gjorde en parodi på låten Ridin' med titeln White & Nerdy.